# الکساندر شالامانوف
الکساندر شالامانوف (بلغاری: Александър Cтефанов Шаламанов؛ ۴ سپتامبر ۱۹۴۱ – ۲۵ اکتبر ۲۰۲۱) بازیکن فوتبال و اسکی‌باز اهل بلغارستان بود.
از باشگاه‌هایی که در آن بازی کرده‌است می‌توان به باشگاه فوتبال زسکا صوفیه اشاره کرد.
وی همچنین در تیم ملی فوتبال بلغارستان بازی کرده‌است.